# Bữa tiệc cho khỉ

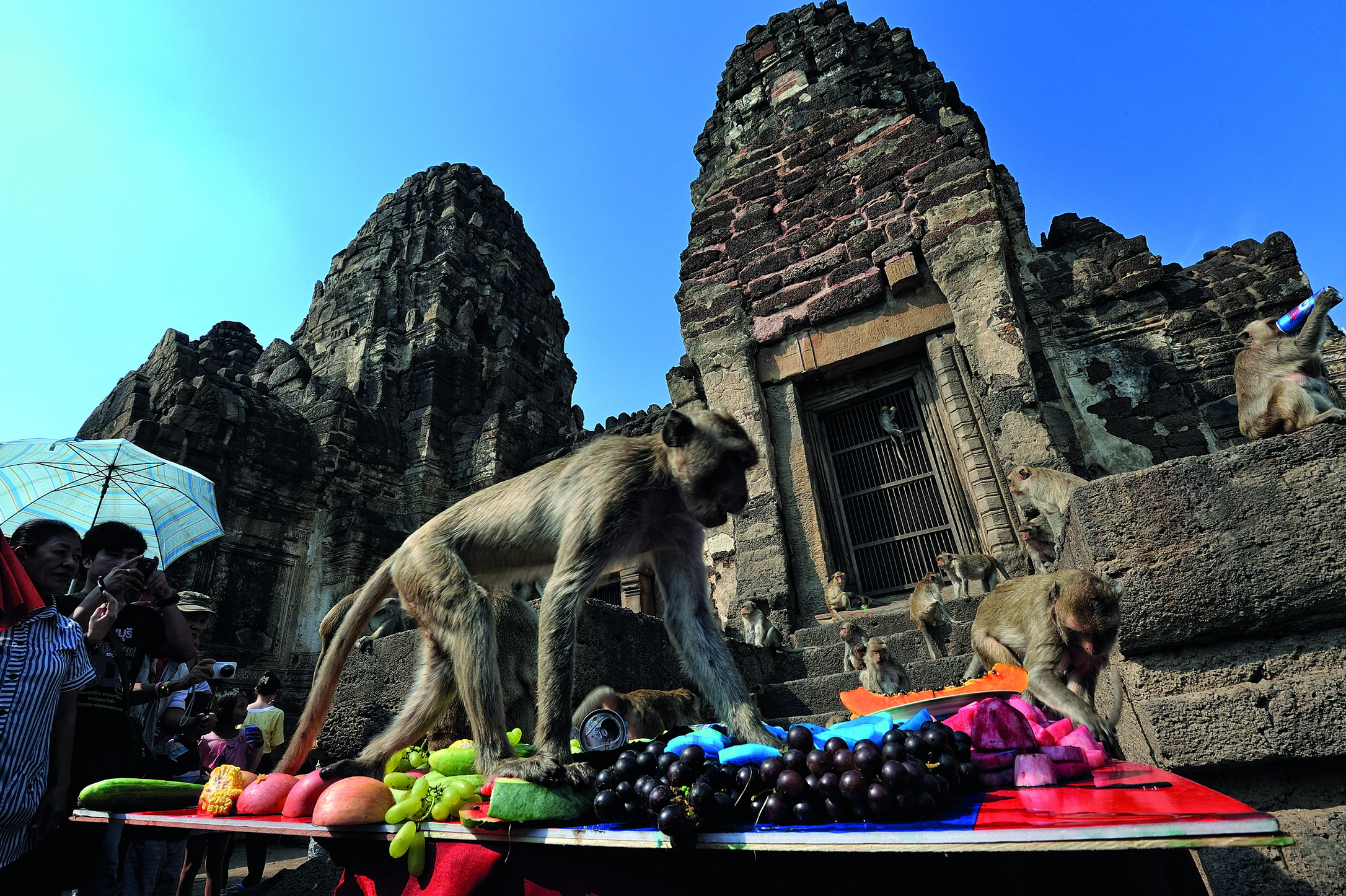
Lop Buri, nơi diễn ra bữa tiệc cho khỉ.

Bữa tiệc cho khỉ ở Thái Lan (Monkey Buffet Festival) là một lễ hội và sự kiện được tổ chức hàng năm ở Lop Buri (tỉnh lỵ của tỉnh Lopburi) tại Thái Lan từ năm 2007, tại đây, người ta sẽ tổ chức chiêu đãi cho nhũng con khỉ hoang một bữa ăn thỏa thuê, từ đó quảng bá cho du lịch Thái Lan.

## Tổng quan
Thành phố Lop Buri cách Bangkok khoảng 150 km về phía bắc, trải qua nhiều vương triều khác nhau nên còn rất nhiều phế tích đền đài. Nhưng điều thú vị thu hút du khách đến thành phố này là hàng nghìn chú khỉ sống tự do khắp thành phố. Ở Lop Buri, khỉ được tự do lang thang khắp nơi, được cấp thức ăn thức uống và thoải mái trêu chọc du khách. Khỉ ở đây được nhà nước bảo vệ. Người dân không được tấn công hay đánh đuổi chúng. Chúng được cho ăn hàng ngày tại 3 khu vực, nhưng vẫn thường tự kiếm ăn bằng cách ăn trộm đồ của người dân.

## Sự kiện
Một trong những nỗ lực để thu hút khách du lịch của tỉnh Lopburi là tổ chức tiệc buffet hoa quả thịnh soạn cho những con khỉ ở đây cuối tháng 11 hàng năm. Đại tiệc chỉ dành cho khỉ ở Thái Lan Lễ hội khỉ bắt đầu có từ năm 1989 với mục đích chính là thúc đẩy du lịch địa phương và bữa đại tiệc cho khỉ hiện nay đã có sức hút lớn với hàng nghìn lượt khách mỗi năm. Hàng năm cứ vào chủ nhật cuối cùng của tháng 11, hàng nghìn chú khỉ lại tập trung tại đền Pra Prang Sam Yot, thuộc tỉnh Lopburi, Thái Lan để được ăn thỏa thích trong lễ hội buffet.
Bữa tiệc thịnh soạn và phung phí này là một phần của lễ hội tổ chức thường niên dành cho khỉ ở Thái Lan. Trong quá trình diễn ra lễ hội, tất cả các con khỉ đều được phục vụ đồ ăn.
Ước tính có khoảng 4 tấn hoa quả các loại được sử dụng trong bữa tiệc này, gồm có chuối, táo, nho, na cùng nhiều loại đồ uống khác nhau như nước hoa quả, Coca, sữa, nước khoáng... Bữa tiệc của đàn khỉ bắt đầu từ 10 giờ sáng. Sau khi khai mạc, hoa quả và các món tráng miệng cùng đồ uống, nước giải khát sẽ được bày trên những chiếc bàn xung quanh ngôi đền và hàng nghìn chú khỉ sẽ cùng nhau khéo đến đánh chén một cách ngon lành. Khách du lịch rất thích thú khi được cho đàn khỉ ăn, một số người còn trêu đùa, chụp hình với chúng.
Do đó, đến với lễ hội này, người dân Thái Lan và du khách sẽ được tham gia nhiều hoạt động liên quan đến khỉ, trong đó có cả việc cho khỉ ăn. Đây là hoạt động luôn thu hút nhiều người tham gia nhất, bởi cho khỉ ăn, theo nhiều người Thái Lan, là để cầu may đến với mình. Cùng với việc trang trí hoa quả, người dân còn dựng những bức tượng khỉ tại festival buffet này. Thạch hoa quả cũng là một trong những món ăn không thể thiếu trong đại tiệc.

## Bữa tiệc năm 2015
Để tổ chức sự kiện bữa tiệc cho khỉ năm 2015, người Thái Lan chuẩn bị 2 tấn đồ ăn, chủ yếu là hoa quả, thạch, mứt và rau củ, có tổng trị giá lên tới 11.000 USD. Thức ăn cho khỉ phần lớn từ quả mọng cherry và sầu riêng. Giá của mỗi kg hoa quả loại này vào khoảng 1.900 baht. Các bàn tiệc bày đồ ăn cho khỉ được đặt tại các ngôi chùa, đền ở tỉnh Lopburi, phía bắc thủ đô Bangkok, Thái Lan.